# 伊卡茲尼湖

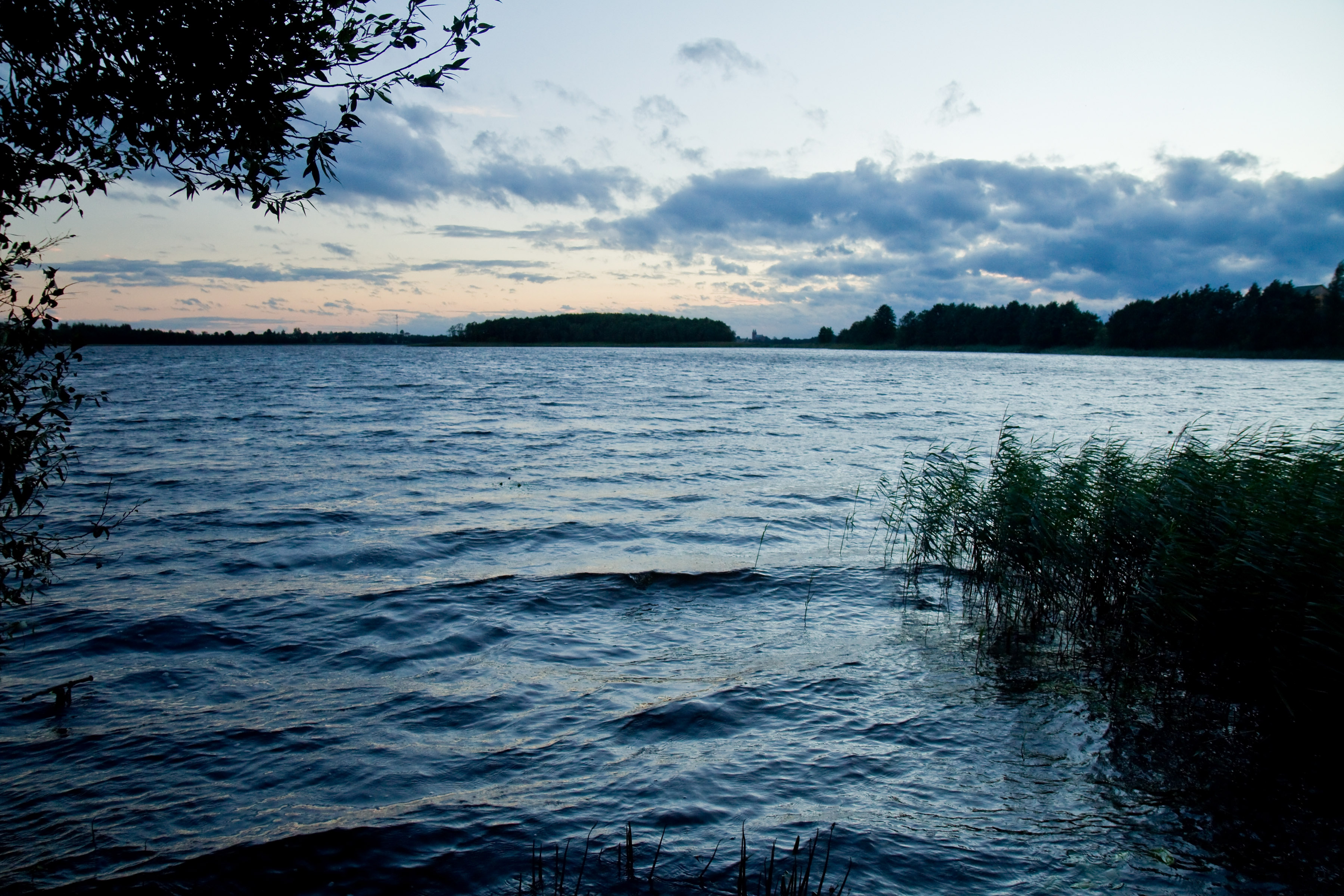
伊卡茲尼湖

伊卡茲尼湖（白俄羅斯語：Іказнь）是白俄羅斯的湖泊，位於布拉斯拉夫以東約14公里的該國北部，長2.97公里、寬0.8公里，面積2.38平方公里，集水區面積25.3平方公里，湖岸線長度12.7公里，最大水深8.4米，湖中有2個島嶼。